# Mikstal (gmina)
Mikstal (następnie Łanięta) – dawna gmina wiejska w Warszawskiem. Siedzibą władz gminy był Mikstal (obecna nazwa Miksztal).
Gmina Mikstal była jedną z 12 gmin wiejskich powiatu kutnowskiego guberni warszawskiej. Jednostka należała do sądu gminnego okręgu III w Kutnie. W jej skład wchodziły miejscowości: Budy Nowe, Benignów, Franciszków, Grochów, Grochówek, Imielno, Juliów, Kały, Kąty, Lipie, Łanięta, Mikstal, Niechcianów, Pomarzany, Rdutów, Rokita, Suchodębie, Świeciny, Świecinki, Wilkowyja i Wola Chruścińska Gmina miała 10418 mórg obszaru i liczyła 3710 mieszkańców (1867 rok). 
W 1916 roku gmina Mikstal liczyła 6948 mieszkańców.
W wykazie gmin z 1921 roku jednostka figuruje już pod nazwą gmina Łanięta z siedzibą w Łaniętach, wchodząc w skład woj. warszawskiego.